# Chaetodon rainfordi
Chaetodon rainfordi är en fiskart som beskrevs av Mcculloch 1923. Chaetodon rainfordi ingår i släktet Chaetodon och familjen Chaetodontidae. IUCN kategoriserar arten globalt som nära hotad. Inga underarter finns listade i Catalogue of Life.